# سیارک ۳۳۳۴
سیارک ۳۳۳۴ (به انگلیسی: 3334 Somov، نامگذاری:1981YR) سه هزار و سیصد و سی و چهارمین سیارک کشف شده‌است که در ۲۰ دسامبر ۱۹۸۱ کشف شد.
قدر مطلق سیارک برابر ۱۱٫۸۰ است.